# DR2
DR2 är Danmarks Radios andra TV-kanal.
DR2 inledde sina sändningar 1996. När kanalen lanserades kallades den för den hemmelige kanal eftersom den inte kunde ses över hela landet. Dess utbud var också mycket smalt. Med tiden har dock kanalens penetration utökats och utbudet har breddats vilket ibland gett kanalen högre tittarsiffror än TV3 Danmark. Numera har DR2 inte längre funktionen som "repriskanal" för DR1, så inte heller DR K.
DR2 har ett eget nyhetsprogram, Deadline, som sänds klockan 23.00. En sändning klockan 17.00 har kommit till på senare tid. Under dagtid sänder DR2 debatter från Folketinget.

## TV-program
Program som visas i DR2 inkluderar både egenproduktioner som Debatten och Clement Direkte samt inköp som Mat (Tinas mad)
Ända sedan starten har kanalen haft temalördagar under rubriken Temalørdag. Detta koncept har även svenska SVT2 använt.